# Lidice
Lidice (Duits: Liditz) is een dorp in de Tsjechische regio Midden-Bohemen. 

## Geschiedenis
Het dorp werd het eerst genoemd in geschriften van 1318. Na de industrialisatie van het gebied werkten de meeste inwoners in de mijnen en fabrieken van de nabijgelegen steden Kladno en Slaný.

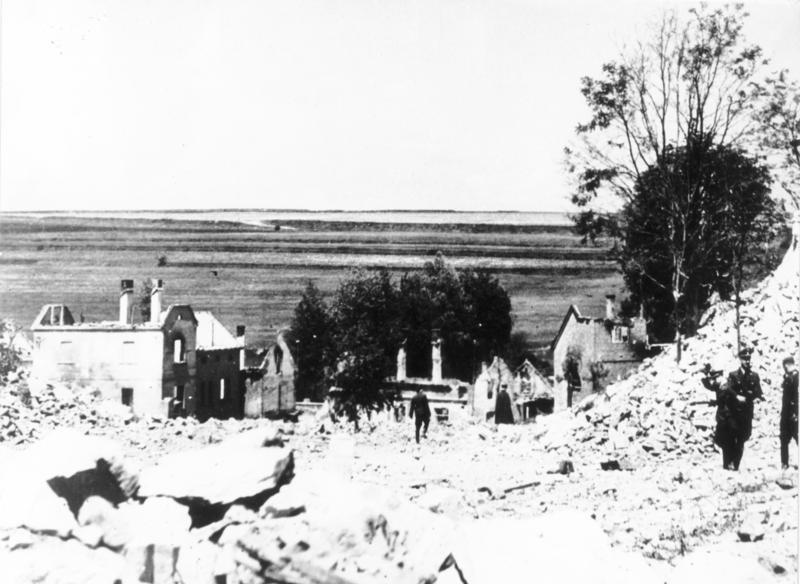
De vernietiging van het dorp met zijn inwoners in 1942

In de Tweede Wereldoorlog werden ongeveer 340 mannen, vrouwen en kinderen van het dorp door de nazi's vermoord in de slachting van Lidice. Het dorp werd op 10 juni 1942 volledig vernietigd door de nazi's. 

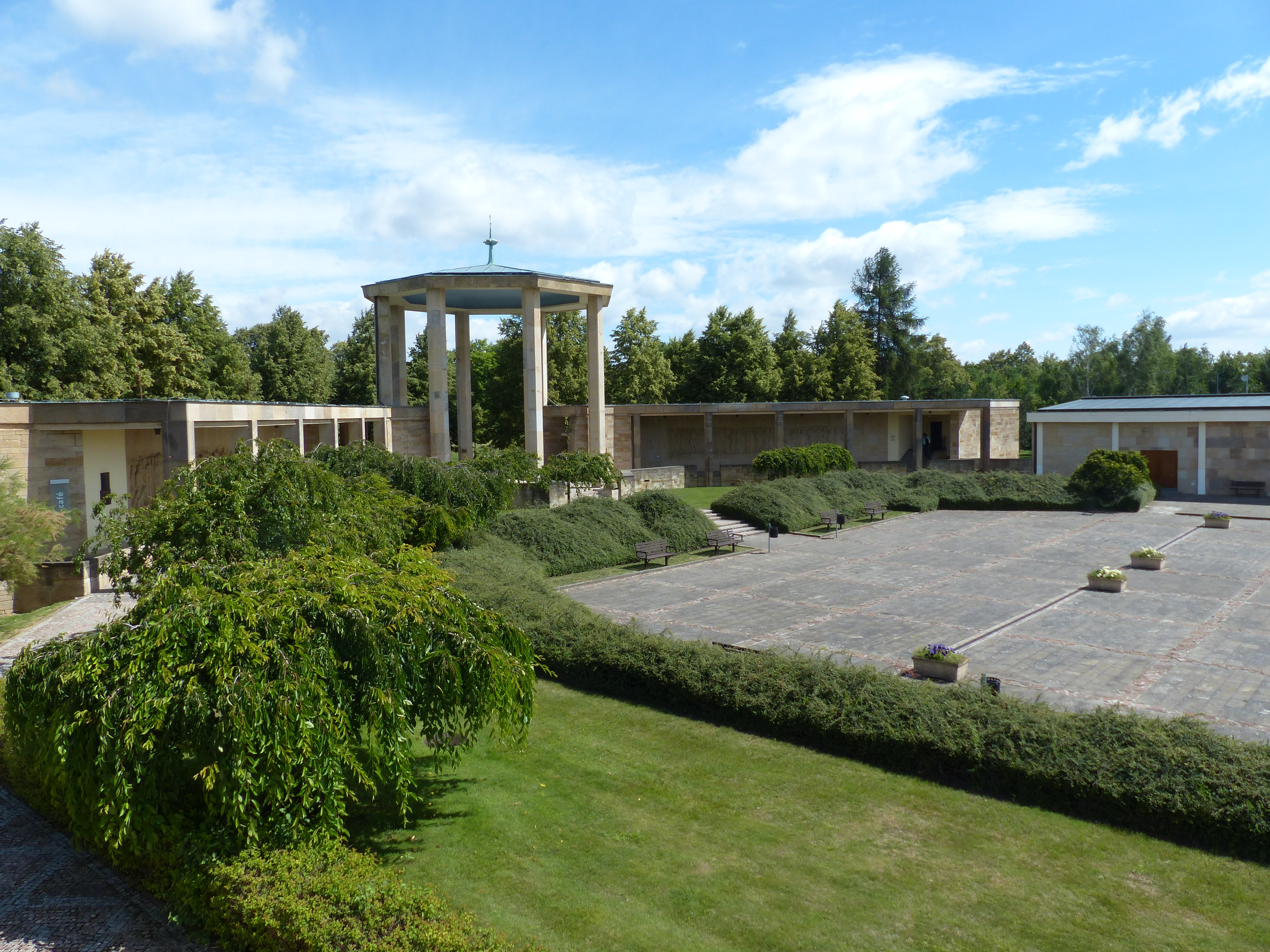
Monument

Ondanks de complete verwoesting van Lidice werd het dorpje na de oorlog, in 1949, herbouwd, vlak bij de oorspronkelijke plaats. Het verschilt tegenwoordig amper van de omliggende dorpen en alleen een groot monument herinnert aan de tragedie die er plaatsvond.

## Bekendheid van Lidice
Kort na de verwoesting hernoemden verschillende dorpjes en steden wereldwijd zich naar Lidice (zoals San Jerónimo Lídice in Mexico-Stad en Barrio Lídice in Caracas), zodat de naam verder zou bestaan, ondanks Hitlers bedoelingen. Een buurt in Crest Hill, Illinois, VS werd hernoemd van Stern Park naar Lidice. In verschillende landen werd Lidice een meisjesnaam. De Amerikaanse componist George Antheil verwerkte in zijn Symfonie nr. 4 "1942" zijn ervaringen als oorlogscorrespondent; deel twee gaat over Lidice en over de oorlog in Polen. De Tsjechische componist Bohuslav Martinů schreef een orkestwerk ter herinnering aan Lidice.